# Incidente del Boeing 737 di Conviasa del 2008
Il 30 agosto 2008, un Boeing 737-291 di Conviasa in volo da Caracas, Venezuela, a Latacunga, Ecuador, si schiantò contro il vulcano Illiniza durante l'avvicinamento alla sua destinazione. L'aereo era da tempo parcheggiato a Caracas e veniva portato al suo nuovo proprietario. A bordo c'erano due membri dell'equipaggio e un passeggero; nessuno di loro sopravvisse.

## L'aereo
Il velivolo coinvolto era un Boeing 737-200, marche YV-102T, numero di serie 21545, numero di linea 525. Volò per la prima volta il 6 luglio 1978 e venne consegnato a Frontier Airlines nel 23 giugno. Operò poi per United Airlines, per Atlantic Airlines de Honduras e infine per Conviasa a partire dall'aprile 2007. Era spinto da 2 motori turboventola Pratt & Whitney JT8D-17. Al momento dell'incidente, l'aereo aveva poco più di 30 anni e aveva accumulato 60 117 ore di volo in 52 091 cicli di decollo-atterraggio.

## L'incidente
Il volo era in contatto con il controllore di Latacunga quando venne autorizzato a scendere al livello di volo 180 (18 000 piedi (5 500 m)). In quel momento, alle 20:51 ora locale, si trovava a venti miglia di distanza dall'aeroporto. Il controllore chiese all'equipaggio di riferire quando si trovavano a dieci miglia di distanza per un'ulteriore autorizzazione a una discesa fino ai 15 000 piedi (4 600 m). Indicò che l'equipaggio poteva aspettarsi l'avvicinamento chiamato "Descenso 4" per la pista 18.
Alle 20:53, la torre di controllo richiese informazioni ai piloti riguardo alla distanza DME; questi riferirono di trovarsi a circa 12 miglia. Il controllore li autorizzò a scendere al livello di volo 150. Due minuti dopo, il volo riportò di aver passato il VOR "LTV". Il controllore li istruì di eseguire una virata e scendere a 13 000 piedi (4 000 m). Durante queste manovre, il volo finì sopra un terreno montuoso all'esterno dello spazio aereo protetto. Il GPWS suonò per 22 secondi e l'equipaggio tentò di allontanarsi da quell'area, ma l'aereo si schiantò sul lato del vulcano Iliniza a un'altitudine di 13 100 piedi (4 000 m).

## Le indagini
Sull'incidente indagò la Dirección General de Aviación Civil (DGAC) dell'Ecuador. L'inchiesta durò 622 giorni e il rapporto finale venne pubblicato il 14 maggio 2010. I risultati del rapporto furono i seguenti (tradotti dallo spagnolo):
Il rapporto elencò anche l'ignoranza dell'equipaggio riguardo l'area circostante il percorso di avvicinamento e la mancanza di documentazione e procedure della compagnia aerea che disciplinava la condotta dei voli non di linea o speciali.